# 高田里穂
高田 里穂（たかだ りほ、1994年〈平成6年〉8月16日 - ）は、日本のモデル、女優、グラビアアイドル、元アイドル。福岡県久留米市出身。ソニー・ミュージックアーティスツ所属。本名同じ。

## 略歴
2000年代の半ばごろ、地元の芸能スクール・マジソンミュージックアカデミーに通い、同傘下のユニット「Fortune Cookie」（ローカルアイドル）に所属。2007年12月に終了。
2007年7月（8月号）よりファッション誌『ピチレモン』（学習研究社）専属モデル（ピチモ）として活動を開始。
2010年9月からテレビ朝日系で放送された特撮ドラマ『仮面ライダーオーズ/OOO』への出演が決まりそれを機に上京。2011年8月までヒロインである泉比奈役を演じた。
2011年の『ピチレモン』5月号をもってピチレモン専属モデルを卒業した。同年、早稲田塾の10代目イメージガールとしてCM出演。女優としての活動を開始。
2013年10月から『ウーマン・オン・ザ・プラネット』（日本テレビ）の「オーディションに合格しハリウッドデビュー目指す」企画で3ヶ月間ロサンゼルスへ移住。米映画『リッキー2』のヒロイン役に抜擢され企画は成功で終了したが、後日談で映画自体がペンディング状態になったと同番組の最終回で報告された。
2014年に『non-no』オーディションで準グランプリとなり、同11月号より同誌ファッション誌の専属モデルとなる。
2019年12月20日発売の『non-no』2020年2月号をもってnon-noの専属モデルを卒業した。
2020年、34代目アサヒビールイメージガールに就任。4月 - 6月間、名作ドラマ『東京ラブストーリー』の令和版に主要キャストで出演。29年ぶりのリメイクで話題となった。
2021年9月に『週刊プレイボーイ』にて、11年ぶりにグラビア復帰。同年11月5日、第34回東京国際映画祭にて『仮面ライダー50th 仮面ライダーアニバーサリー in TIFF』のトークショーに出席し、10周年を記念した完全新作のVシネクスト『仮面ライダーオーズ 10th 復活のコアメダル』の制作を公表。翌年春から劇場公開され、スピンオフ作品も展開するなど古巣の復活が話題となった。同年12月、デジタル写真集を対象とした集英社『グラジャパ! アワード2021』でカムバック賞を受賞。
2022年10月31日、集大成となる11年ぶりの4th写真集『完成された未完成』を発売。これを持ってグラビア活動は20代で区切りをつけたいと公言し、30代になったら気持ちが変わるかもしれないと含みを持たせた。11月、故郷・久留米市の『くるめふるさと大使』に就任し、地元への貢献活動に携わった。
12月5日、11年ぶりの写真集発売、オンラインサイン会売り上げ歴代1位などを評し、集英社のデジタルコンテンツを対象にした「グラジャパ!アワード2022」で特別賞を受賞。

## 人物
- 性格は、明るくて前向き[21]。真面目でしっかりしているけど天然と言われる[10]。
- 将来の夢は歌える女優になること[21]、自分で歌詞を書いた曲を歌うこと[22]。
- 趣味は詩を書くこと、料理、ピラティス、映画鑑賞[10]、日本舞踊[8]。
- 特技は昔から歌が大好きで、休日は一人カラオケで練習[10]。
- 長所は物事をポジティブに捉えられるところ[10]。
- チャームポイントはしっかりした眉毛と右頬にあるえくぼ[10]。
- 得意科目は英語、国語。中学校では家庭科部に所属[21]。
- 好きな食べ物はたらこ、数の子、カラスミ。ラーメン、焼肉、スープカレー[10]。
- 得意な料理はたまご焼き[21][23]。
- 好きな男性タレントは松山ケンイチ、好きな女性タレントは中川翔子[23]。
- 目標のタレントは、吉高由里子、井川遥、YUI、長谷川潤[6]。
- 兄弟は、兄が二人[24][25]。

## 出演

### 映画
- 青い鳥（2008年11月29日公開、日活） - 千葉麗佳 役
- TAJOMARU（2009年9月12日公開、ワーナー・ブラザース）
- マリア様がみてる（2010年11月6日公開、ジョリー・ロジャー） - 藤堂志摩子 役
- 仮面ライダーシリーズ（東映） - 泉比奈 役
  - 仮面ライダー×仮面ライダー オーズ&ダブル feat.スカル MOVIE大戦CORE（2010年12月18日公開）
  - オーズ・電王・オールライダー レッツゴー仮面ライダー（2011年4月1日公開）
  - 劇場版 仮面ライダーオーズ WONDERFUL 将軍と21のコアメダル（2011年8月6日公開）
  - 仮面ライダー×仮面ライダー フォーゼ&オーズ MOVIE大戦MEGA MAX（2011年12月10日公開）
  - 仮面ライダー×スーパー戦隊 スーパーヒーロー大戦（2012年4月21日公開）
- ブルックリン橋をわたって（2011年12月17日公開、テンダープロ）[26]
- 蒼箏曲（2012年8月11日公開、BANANAFISH） - 静 役[27]
- 行方不明（2012年11月10日公開、ネビュラ） - 主演・高田里穂 役
- FASHION STORY -Model-（2012年11月17日公開、ユナイテッドエンタテインメント） - 瞳 役[28][29]
- 俺物語!!（2015年10月31日公開、東宝） - 加賀見 役
- 劇場霊（2015年11月21日公開、松竹） - 篠原葵 役[30]
- 鬼談百景「赤い女」（2016年1月23日）
- 女子高（2016年4月9日公開、ユナイテッドエンタテインメント） - 橘美冬 役[31]
- 咲-Saki- 阿知賀編 episode of side-A（2018年1月20日公開、ティ・ジョイ） - 白水哩 役
- わたしに××しなさい! （2018年6月23日公開、ティ・ジョイ） - 川渕エリカ 役
- なれない二人（2019年8月23日公開、スタジオブルー） - 磯部茉里 役
- 影踏み（2019年11月15日公開、東京テアトル） - 保母 役
- 死神遣いの事件帖シリーズ（東映ビデオ） - 紫 役
  - 死神遣いの事件帖‐傀儡夜曲‐（2020年6月12日公開）[32]
  - 死神遣いの事件帖 -月花奇譚-（2022年11月18日公開）[33]
- あのこは貴族 （2021年2月26日公開、東京テアトル）
- こいびとのみつけかた（2023年10月27日公開、ジョーカーフィルムズ） - 美咲 役[34]
- 49日の真実（2025年7月18日公開、エムエフピクチャーズ） - サニー 役[35][36]

### ドラマ

#### テレビドラマ
- 恋して悪魔〜ヴァンパイア☆ボーイ〜（2009年7月7日 - 9月8日、関西テレビ） - 渋谷彩子 役
- 仮面ライダーシリーズ（テレビ朝日・東映）
  - 仮面ライダーオーズ/OOO（2010年9月5日 - 2011年8月28日） - 泉比奈 役
  - 仮面ライダージオウ 第9話・第10話（2018年10月28日・11月11日） - 泉比奈 役（友情出演）[37]
- 住吉家物語〜わくわくが、家にやってくる〜（2012年3月26日 - 4月6日、RKB毎日放送） - 住吉海 役
- 呪報2405 ワタシが死ぬ理由 第2話（2012年7月19日、関西テレビ） - 主演・東美咲 役
- イタズラなKiss〜Love in TOKYO 第13話 - 最終話（2013年6月28日 - 7月19日、フジテレビTWO） - 大泉沙穂子 役
- リミット 第1話 - 第4話（2013年7月12日 - 8月2日、テレビ東京） - 姫澤さくら 役
- 悪霊病棟（2013年7月18日 - 9月26日、MBS） - 坂井愛美 役
- 死神くん 第1話（2014年4月18日、テレビ朝日） - 小林真実 役
- アウトバーン マル暴の女刑事・八神瑛子（2014年8月9日、フジテレビ） - 千波香澄 役
- レッドクロス〜女たちの赤紙〜（2015年8月1日・2日、TBS） - 天野希代（女学生時代）役
- 刑事7人 第7話（2015年8月26日、テレビ朝日） - 小石川美砂 役
- エンジェル・ハート 第4話（2015年11月1日、日本テレビ） - 倉本綾菜 役
- 福岡恋愛白書11 〜キミと見る景色〜（2016年3月26日、KBCテレビ） - 明菜と琢己の級友・真由 役
- 月曜名作劇場 信濃のコロンボ3（2016年11月14日、TBS） - 田尻風見子 役
- 咲-Saki- 阿知賀編 episode of side-A 第4話・特別編 （2017年12月27日・2018年1月10日、MBS・TBS） - 白水哩 役
- 連続ドラマW「ダブル・ファンタジー」（2018年6月16日 - 7月14日、WOWOWプライム） - 明日香りん 役
- 遺留捜査（テレビ朝日）
  - スペシャル第8弾（2019年11月24日） - 北野恵 役
  - 第7シーズン 第6話（2022年8月18日） - 内藤明日香 役
- 科捜研の女（テレビ朝日）
  - season19 第26話（2020年1月16日） - 浜内詩帆 役
  - season22 第1話・第5話（2022年10月18日、11月15日） - 由井沙織 役
- ももいろ あんずいろ さくらいろ（2021年2月21日 - 3月28日、ABCテレビ） - 円山環 役
- IP〜サイバー捜査班 第4話（2021年7月22日、テレビ朝日） - 高原千夏 役
- 東京ラブストーリー（2021年10月13日 - 12月22日、フジテレビ） - 長崎尚子 役
- liar（2022年2月16日 - 4月6日、MBS・TBS） - 文里薫 役[38]
- 正直不動産 第1話（2022年4月5日、NHK総合） - 理華 役
- 17才の帝国 第1話（2022年5月7日、NHK総合）
- 世にも奇妙な物語'22 秋の特別編「ちょっと待った!」（2022年11月12日、フジテレビ） - 澤田里奈 役[39]
- クロサギ 第8話（2022年12月9日、TBS） - 宇佐美怜華 役
- 正しい恋の始めかた（2023年1月2日、テレビ朝日） - 中村杏奈 役[40]
- 三千円の使いかた（2023年1月7日、東海テレビ・フジテレビ） - 本木きなり 役
- インターホンが鳴るとき 第2話（2023年10月19日、テレビ大阪） - 大森桜 役[41]
- 366日（2024年4月8日 - 6月17日、フジテレビ） - 佐武芽美 役
- 奪われた僕たち（2024年4月12日 - 5月17日、MBS） - 中村佳奈 役[42]
- 愛人転生 -サレ妻は死んだ後に復讐する-（2024年9月6日 - 10月25日、MBS） - 藤原綾乃 役[43]
- バツコイ（2024年10月20日 - 2025年1月5日、BSテレビ東京） - 美留町カホリ 役[44]
- 0.5D（2024年12月4日 - 25日、BS日テレ） - 後藤千晴 役[45]
- 119エマージェンシーコール（2025年1月13日 - 3月31日、フジテレビ） - 兼下栞 役
- 魔物（마물） 第7話（2025年6月6日、テレビ朝日） - 警察官 役[46]
- 私の彼が姉の夫になった理由（2025年8月8日 - 、MBS） - 主演・宮田紗栄子 役（秋田汐梨、影山拓也とトリプル主演）[47][48]

#### 配信ドラマ
- 呪われた学校（2008年12月・2009年1月）
- 絶恐体感きもだめし 第3話（2014年8月27日、BeeTV）
- 配信ボーイ 〜僕がYouTuberになった理由〜（2018年3月24日 - 30日、dTV） - 美玲 役
- ヒトコワ（2018年8月17日、ひかりTV・dTV） - 北村美月 役
- 拝み屋怪談（2018年8月11日 - 10月27日、ひかりTV・dTV） - 高鳥千草 役
- 東京ラブストーリー（2020年4月29日 - 6月3日、FOD・Amazon Prime Video） - 長崎尚子 役[49]
- ネット版 仮面ライダーオーズ 復活のコアメダル・序章（2022年3月13日、東映特撮ファンクラブ） - 泉比奈 役
- オーズ10th 仮面ライダーバース バースX誕生秘話（2022年7月3日、東映特撮ファンクラブ） - 泉比奈 役[50]
- グレーゾーン・アイランド(2022年8月1日、YouTube)　- 安良城塔子 役
- Family Village（2025年4月、Footage）
- ＃裏アカ教師（2025年8月5日、DMMショート） - 宇佐美アリス 役[51]

#### ラジオドラマ
- うるさいサウルス（2014年2月1日、NHK-FM） - 主演・真琴 役

### オリジナルビデオ
- 仮面ライダーオーズ 10th 復活のコアメダル（2022年8月24日発売、東映ビデオ） - 泉比奈 役[52]

### 舞台
- PU-PU-JUICE 10周年特別公演「青い十字架」（2016年12月7日 - 11日、中目黒キンケロ・シアター） - ヒロイン

### バラエティ
- すイエんサー（2010年3月30日 - 2014年、NHK教育テレビ） - りぃ 役（すイエんサーガールズ）
- ウルトラゾーン（2011年10月16日 - 2012年3月25日、テレビ神奈川[注 1]） - タカダ隊員 役
- 戦国鍋ミュージカル OICHI（2012年5月12日 - 8月11日、テレビ神奈川 他） - お市 役
- 4夜連続 知的探検スペシャル 恋愛は科学だ!（2013年2月25日 - 28日、フジテレビ）
- NHK高校講座 化学基礎（2013年4月17日 - 2014年3月、NHK Eテレ）
- ウーマン・オン・ザ・プラネット（2013年10月5日 - 12月28日、日本テレビ）
- おもてなしの基礎英語（2019年度、NHK Eテレ） - 渡辺美弥子 役
- 世界ふしぎ発見!（2023年12月9日、TBS） - ミステリーハンター

### アニメ

#### テレビアニメ
- その時、カノジョは。（2018年10月21日、九州朝日放送） - ユカリ 役

#### 劇場アニメ
- THE LAST -NARUTO THE MOVIE-（2014年12月6日、東宝） - くノ一アカネ 役

### CM・広告・イメージモデル
- 早稲田塾 イメージモデル（2007年）
- ソフトバンク ホワイト家族24 白戸家「旅する父」篇 TVCM（2008年OA、ソフトバンクモバイル）
- Wii専用ゲームソフト「FRAGILE 〜さよなら月の廃墟〜」TVCM（2009年1月 - 6月OA、バンダイナムコゲームス）
- ア・ラ・ポテト「旬な味わいは北海道から」篇 TVCM（2009年OA、カルビー）
- カラーコンタクト「ビーハートビー ® シリーズ」イメージモデル（2012年、テクノメディカル）
- 総務省「信書制度」周知ポスター（2015年）[53][54][55]
- 福岡県「県知事・県議会議員選挙」周知ポスター（2015年、福岡県選挙管理委員会）[56]
- 日本航空（2018年）
- アサヒビールイメージガール（2020年、アサヒビール）[10]
- レディースブランド『Valmuer』（2022年、ヴェルムーア）[57]
- AJINOMOTO.『グリナ』TVCM（2022年9月OA、味の素）

### ミュージック・ビデオ
- シュノーケル「ナツカゼ」
- 冨田ラボ「パラレル feat. 秦 基博」
- WHITE ASH「Would You Be My Valentine?」
- 吉田山田「キミに会いたいな」
- miwa「夜空。feat.ハジ→」
- あたらよ「知りたくなかった、失うのなら」feat.純猥談
- Superfly「ダイナマイト」
- SETA ショートフィルム
  - 「30歳までひとりだったら」
  - 「同級生だった」
  - 「キスしてくれてありがとう」
- LAURA MERCIER 25th ショートフィルム
  - テーマソング：あいみょん「ハート」
- wacci「君を好きな理由」
- あたらよ 「忘愛」[58]

### イベント
- 仮面ライダーオーズ/OOO スペシャルイベント（2011年5月3日、グランドプリンスホテル新高輪）
- 劇場版 仮面ライダーオーズ トークショー&抽選会（2011年7月31日、東映太秦映画村）
- 戦国鍋TV 渋谷パルコ 夏の陣 トークショー（2012年7月28日、パルコミュージアム）[59]
- 第34回東京国際映画祭『仮面ライダー50th 仮面ライダーアニバーサリー in TIFF』トークショー（2021年11月5日、東京ミッドタウン日比谷）
- ファッションイベントツアー『COLORZ』（2022年6月30日 - 7月27日、全国7都市公演）[60]

## 書籍

### 雑誌掲載
- ピチレモン（2007年7月 - 2011年4号、学習研究社） - 専属モデル
- non-no（2014年9月20日（2014年11月号） - 2019年12月20日（2020年2月号）、集英社） - 専属モデル[8][9]

### 写真集
- きらきら（2009年8月16日、ワニブックス、撮影：佐藤俊作）ISBN 978-4-8470-4191-4
- 瞬（2010年12月5日、ワニブックス、撮影：西田幸樹）ISBN 978-4-8470-4321-5
- 秘密（2011年8月16日、ワニブックス、撮影：佐藤裕之）ISBN 978-4-8470-4386-4
- 完成された未完成（2022年10月31日、集英社、撮影：熊谷貫）ISBN 978-4-08-790094-1

### デジタル写真集
- 週プレPHOTO BOOK『永遠のヒロイン』（2021年9月20日、集英社、撮影：中村和孝）ASIN B09GK2WZ18
- YJ PHOTO BOOK『お姉さんが大好きだ！』（2022年3月24日、集英社、撮影：カノウリョウマ）ASIN B09W9KJL7D
- 週プレPHOTO BOOK『New Season』（2022年4月11日、集英社、撮影：中村和孝）ASIN B09XM4QVWH
- YJ PHOTO BOOK『光さす。』（2022年6月30日、集英社、撮影：カノウリョウマ）ASIN B0B5DHTQM7
- YJ PHOTO BOOK『Venus Way -女神の美学、或いは進化論-』（2022年8月18日、集英社、撮影：カノウリョウマ）ASIN B0B9XMD26M
- 週プレPHOTO BOOK『完成された未完成 アナザーエディション』（2022年10月31日、集英社、撮影：熊谷貫）ASIN B0BKRK7M9Y

### カレンダー
- 高田里穂 2011年 カレンダー（2010年10月30日、トライエックス）
- 高田里穂 2012年 カレンダー（2011年10月22日、トライエックス）

### トレーディングカード
- 高田里穂 オフィシャルカードコレクション「カラフル」（2011年2月12日、さくら堂）

## 作品

### 映像
- はつりほ（2009年10月25日、ワニブックス）EAN 4560253040421
- FLOWERS（2010年12月22日、ワニブックス）EAN 4560253040650
- AQUA（2011年7月21日、東映ビデオ）EAN 4988101156948
- R（2011年10月25日、ワニブックス）EAN 4560253040742